# 產業經濟新聞社

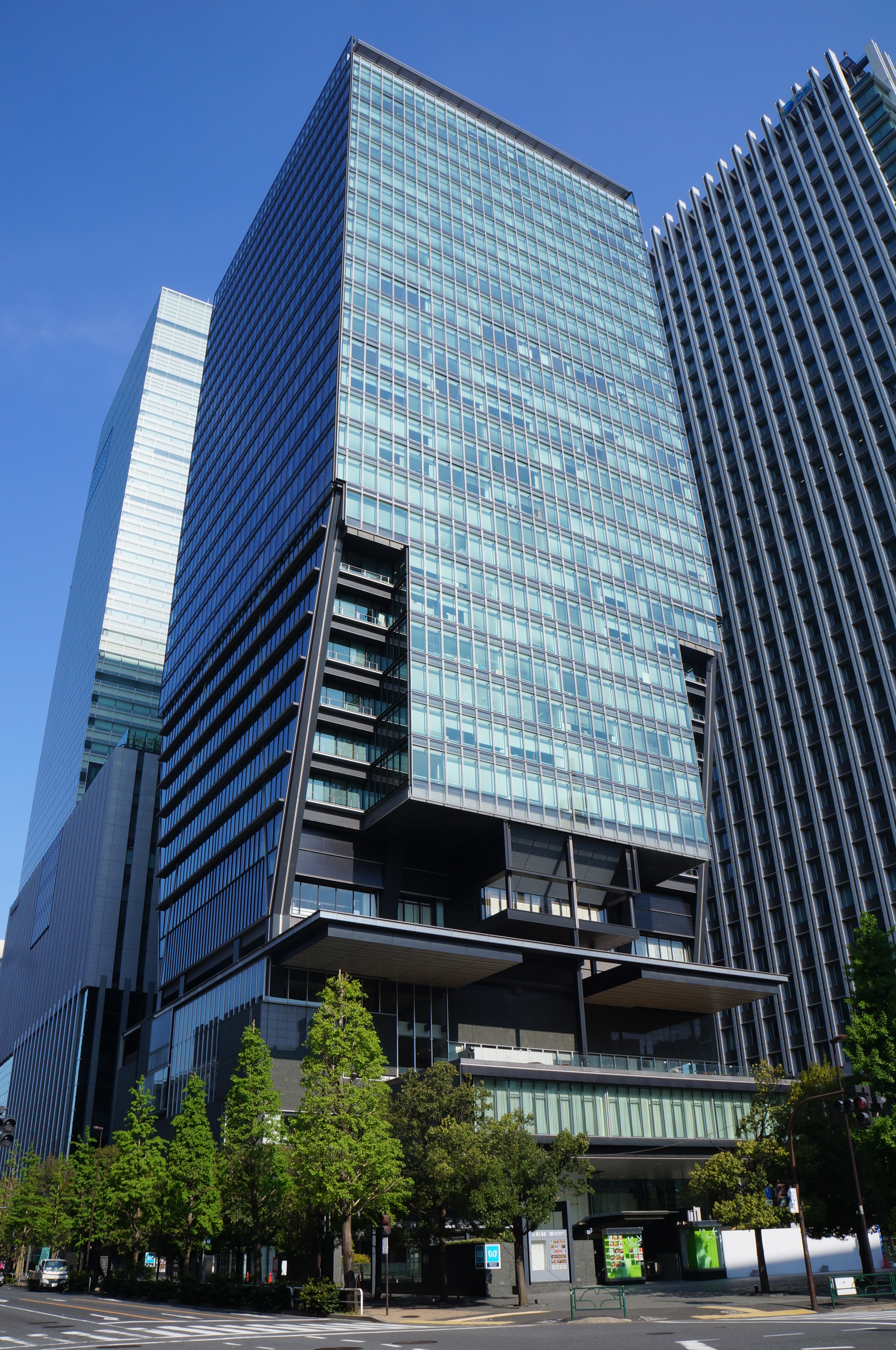
產業經濟新聞社東京本社所在地：東京產經大廈

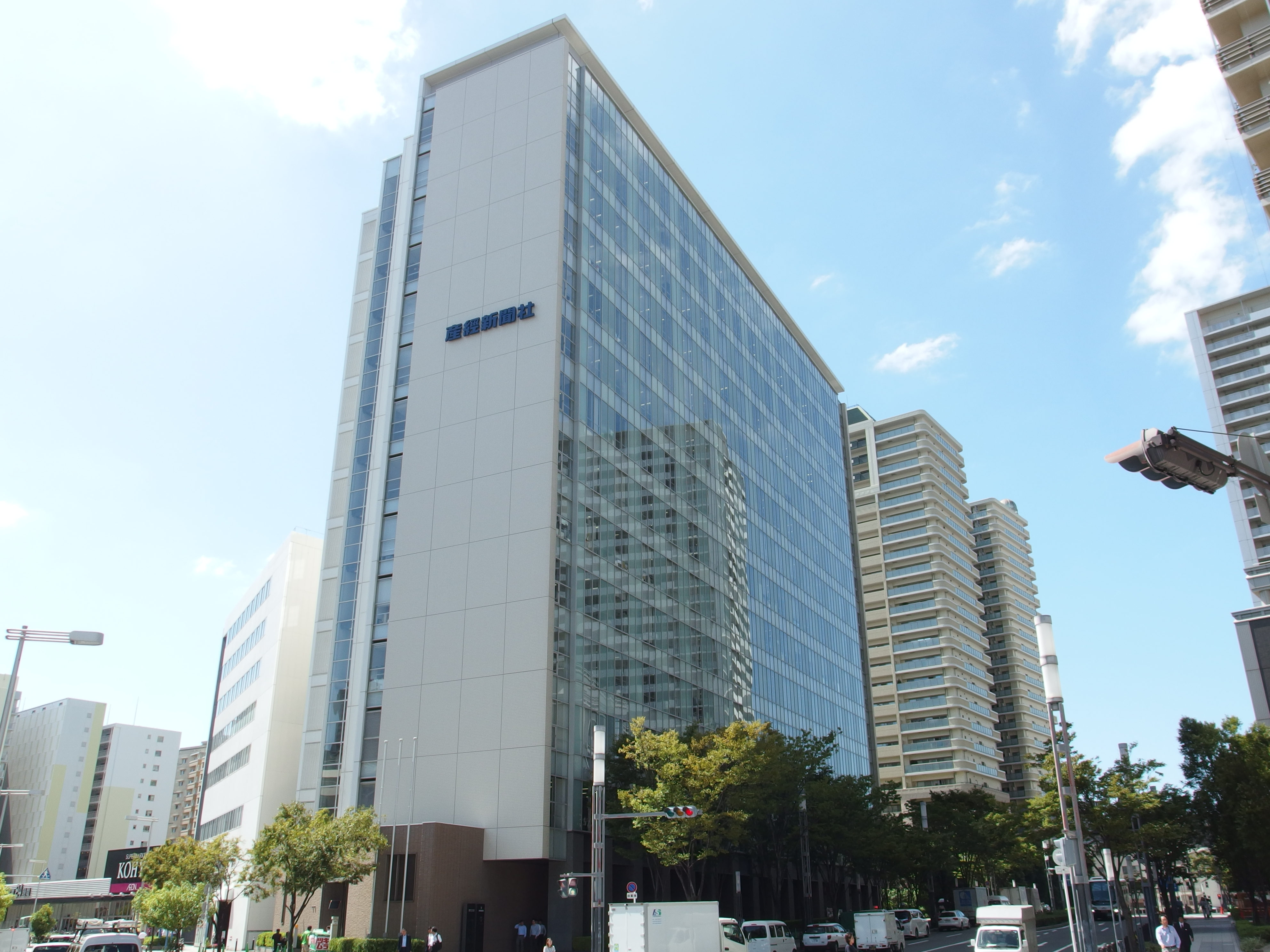
產業經濟新聞社大阪本社所在地：難波產經大樓

株式会社產業經濟新聞社（産業経済新聞社、さんぎょうけいざいしんぶんしゃ）為富士產經集團旗下的報社、出版社，通稱產經新聞社（さんけいしんぶんしゃ），是《產經新聞》的發行商。東京本社位於東京都，大阪本社位於大阪府，以東京本社為登記之總部。1955年2月15日，株式會社產業經濟新聞東京本社從舊的產業經濟新聞社（總部在大阪）獨立出來，確立了產經新聞社的東京本社和大阪本社雙本社體制。1988年，產經新聞成為日本第一部全篇使用彩色印刷的一般報紙。

## 外部連結
- Sankei Web （页面存档备份，存于）（日語）